# Протосардский язык
Протосардский (нурагический) язык, или группа языков, известные по субстратной лексике сардинского языка и топонимике острова Сардиния, восходящей к эпохе до римского завоевания (III век до н. э.), то есть к эпохе нурагической культуры. Термин палеосардский язык, встречающийся в некоторых итальянских публикациях, не вполне удачен, так как вызывает ассоциацию скорее с донурагическими культурами Сардинии. Возможно, язык или один из палеосардских языков был ранее распространён на Балеарских островах, см. ниже.

## Социокультурная характеристика
Античные источники указывают, что доримское население Сардинии делилось на различные этнические группы, среди которых были корсы, балары и иолаи (илийцы). Некоторые авторы рассматривают две последних группы как один и тот же народ. Неизвестно, говорили ли эти народы на одном или на разных языках, и в последнем случае — были ли эти языки взаимопонимаемыми.

### Происхождение
Поскольку Сардиния длительное время была изолирована от магистральных путей европейской цивилизации (даже христианство проникло в центральную часть острова лишь в конце VI века, когда вождь илийцев Госпитон допустил туда византийских проповедников), в местной лексике, а также, вероятно, и в фонетике современного сардинского языка могли сохраниться пережитки языков доримских культур, прежде всего нурагической культуры.
О происхождении доримских народов Сардинии см. в статьях: балары, иолаи, корсы, донурагическая Сардиния.

### Работы М. Питтау
Многие интересные исследования были осуществлены для того, чтобы определить происхождение некоторых корней слов, которые сегодня считаются автохтонными. Например, корень sard-, представленный во многих топонимах и характерный для названий некоторых этнических групп. Так, на одной из обнаруженных в Египте надписей упоминался таинственный народ шардана, один из «народов моря», который якобы пришёл из Ближнего Востока или Средиземноморья. Итальянский этрусколог Массимо Питтау предполагал, что они происходили из Лидии, основываясь на археологических находках в центральной части Анатолии. Другие учёные делают акцент на сходство между предметами одежды и ритуалами в центральной части Сардинии и некоторых регионов Балкан. Это последнее исследование является частью более обширной теории о миграции различных кавказских и балканских племён на Иберийский полуостров.
Работы Питтау также интересны тем, что в 1984 году он предположил, что многие латинские слова имеют происхождение в этрусском языке, сравнивая его также с «палеосардским языком». Из этой работы следовало, что ввиду глубокого этрусского влияния на культуру острова многие элементы, которые считались ранее заимствованиями из латыни, на самом деле могут быть влиянием непосредственно этрусского языка. Таким образом, и этрусский, и «палеосардский» языки происходят от лидийского языкa, и оба эти индоевропейских народа пришли из Лидии (чья столица, если верить Геродоту, носила название Sardes). Эта теория нуждается в более строгих доказательствах, чтобы быть признанной всем научным сообществом, так как соотношение этрусского языка с индоевропейскими служило неоднократно предметом различных спекуляций, хотя связь этрусского и лидийского (вообще с хетто-лувийскими) предполагалась неоднократно, так как эта группа индоевропейских языков демонстрирует некоторое сходство с этрусским и при этом очень отлична от всех других индоевропейских языков, однако научным большинством эта теория не признаётся как общепринятая и мнение о неиндоевропейском характере этрусского языка преобладает.

### Работы А. Аредду
Альберто Аредду полагает, что существует значительное сходство между рядом элементов лексики, которая считается долатинской, и некоторыми современными апеллятивами Албании. На этом основании Аредду приходит к выводу, что протосардский язык соответствует палеоиллирийскому субстрату — в особенности сохранившиеся элементы языка в восточной части острова (Барбадже и Ольястра). По мнению Аредду, топоним Сардиния родственен топонимам Сарда в Иллирии и Сердика во Фракии. Он указывает на то, что античный сардинский город Сардара был известным водным курортом античности, как и Сердика во Фракии, что якобы также указывает на родство топонимов.
- сард. eni ‘тисовое дерево’= алб. enjë ‘тисовое дерево’
- сард. alase ‘омела’ = алб. halë(z), ‘шип’
- сард. lothiu ‘грязный’, ср. топонимы Lotzorai, Lothorgo, Loceri, Lotzeri = алб. lloç ‘слякоть’
- сард. drob(b)alu ‘кишка свиньи’ = алб. drobolì ‘кишка’
- сард. urtzula ‘ломонос’, ср. топоним Urtzulei = алб. hurdh ‘плющ’

## Классификация

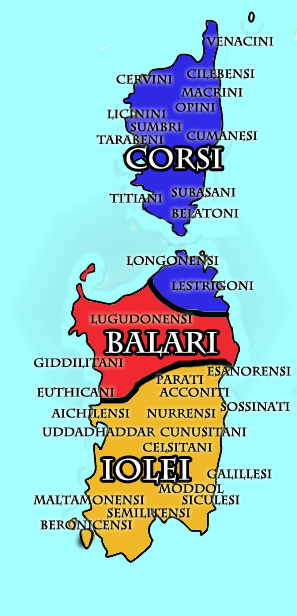
Племена нурагической культуры: корсы, балары, иолаи.

Письменные памятники нурагического языка отсутствуют, в связи с чем любые предположения о его филогенетической классификации основаны на спекуляциях по косвенным данным. Среди имеющихся гипотез можно отметить следующие:

### Доиндоевропейская гипотеза
Основана на топонимах и наименованиях растений Сардинии. Её сторонник Макс Леопольд Вагнер полагал, что язык или языки, отражённые в данной лексике, не имеют сходства с индоевропейскими. Другие авторы, как Й. Хубшмид и Юрген Хениц Вольф, предполагали, что нурагический язык мог быть агглютинативным.

### Иберско-лигурско-ливийская гипотеза
На основании археологических данных Джованни Угас предположил, что население Сардинии могло иметь разнородное происхождение, и в доримский период состояло из трёх различных групп, говоривших на различных языках:
- - балары могли происходить из автохтонного населения Иберии (иберы или турдетаны);
  - корсы могли происходить от лигуров;
  - иолаи могли происходить от североафриканского населения (носителей афразийских языков?).

С данной гипотезой согласуется членение современного сардинского языка на три диалектных блока: логудурский, галурский и кампиданский, которые могут быть связаны с различными субстратами. В соответствии с данной гипотезой иолаи (илийцы) отождествяются с воинами-мореплавателями «шардана» из числа «народов моря». Лингвистические исследования данную гипотезу пока не подтвердили.

### Нураго-микенская гипотеза
Профессор Марчелло Пили из университета Ла-Сапьенца полагал, что нурагический народ мог говорить на микенском греческом диалекте. По его мнению, в пользу этой гипотезы говорит архитектурное сходство нурагов с греческими толосами, а также легенды об Иолае и Сардосе. Этой же точки зрения придерживался итальянский учёный М. Лиджа.

### Баско-иберская гипотеза
Эдуардо Бласко Феррер (en:Eduardo Blasco Ferrer) на основании лексических (несколько десятков общих корней), фонетических и морфологических совпадений относит палеосардский к той же гипотетической семье, что и баскский и иберский языки. При этом сама по себе гипотеза о родстве баскского и иберского не является общепризнанной.

## Долатинский субстрат в сардинском языке
Частично представления о протосардском языке основаны на субстратной лексике в современном сардинском языке (нижеследующие сопоставления принадлежат А. Аредду):
- Слова, возможно родственные иберским:

cóstiche 'разновидность клёна'
cúcuru 'верх'; ср. cucuredhu 'вершина', 'курган', и др.
giágaru (кампиданский диалект) 'охотничья собака' (ср. баск. txakur?)
golósti 'остролист' (ср. баск. gorosti)
sechaju 'годовалый ягнёнок' (ср. баск. zekail)
zerru (галлурский диалект) 'свинья' (ср. баск. zerri)
- Связи с Иллирией:

eni 'овца-самка' (ср. албан. enjë 'овца-самка')
thurg-alu 'поток' (ср. албан. çurg 'поток')
drobbalu 'кишки' (ср. албан. drobolì 'кишки')
golostriu 'остролист' (ср. иллир. *gol (A. Mayer) 'верхушка, шип'+ слав. ostrь 'острый')
zerru 'свинья' (галлурский диалект) (ср. албан. derr 'свинья', по М. Морвану)
- Слова латинского происхождения с долатинским префиксом (артиклем?) t(i)-:

tilichèrta, Camp. tzilikitu 'ящерица' (ti + L. lacerta)
tilingiòne 'червь' (ti + L. lumbricum 'земляной червь')
trúcu 'шея'; var. ciugu, túgulu, Camp. tsuguru (t + L. jugulum)
túgnu, tontonníu 'гриб' (t + L. fungus)
Другие долатинские слова:
- географические термины:

bèga 'луг', возможно, родственен португальскому veiga, испанскому vega 'плодородная равнина'.
bàcu 'каньон'
garrópu 'каньон'
giara 'плоская возвышенность'
míntza 'источник' / 'manantial' / 'источник'.
piteràca, boturinu, terighinu 'путь'
- названия растений:

tzaurra 'проросшее зерно'; intzaurru, 'проросшее растение'
araminzu, oroddasu — Cynodon dactylon ('название травянистого растения')
arbutu, arbutzu, abrutzu — Asphodelus ramosus 'asphodel' (хотя в латинском arbustus означает 'куст', 'кустарник', что сохранилось в португальском arbusto, 'деревце')
atagnda, atzagndda — Papaver rhoeas 'красный мак'
bidduri — Conium maculatum 'hemlock'
carcuri — en:Ampelodesma mauritanica (средиземноморская трава)
istiòcoro — en:Picris echioides
curma — Ruta chalepensis 'en:rue'
tinníga, tinnía, sinníga, tsinníga — 'en:esparto'
tiría — Calicotome spinosa 'thorny broom'
tzichiría — Ridolfia segetum (разновидность фенхеля)
- названия животных:

gròdde, marxani 'лиса'
irbírru, isbírru, iskírru, ibbírru 'куница'
tilingiòne, tilingròne, tiringoni 'земляной червь'
tilipírche, tilibílche 'кузнечик'
tilicúcu, telacúcu, tiligúgu 'геккон', Camp. tsilicitu 'ящерица' (pistiloni 'геккон')
tilichèrta, tilighèrta, tilighèlta; calixerta 'ящерица', когнат лат. lacerta.

## Лингвистическая характеристика
Что касается контактов сардинцев с другими народами, неоднократно заявлялось, что палеосардский язык имеет сходство с доиндоеропейскими языками Иберии и Сицилии. В частности, паракситонный суффикс -ara, о котором Террачини и Бертольди высказали предположение, что это маркер множественного числа, что может быть признаком родственных отношений между вышеуказанными группами древних языков.
Корень -nur-/-nor- часто встречается в древней топонимике Сардинии, в том числе в названии башен-нурагов позднего бронзового века. Он же встречается на Балеарских островах (населённый пункт Нура), где существовала культура талайотов, весьма сходная с нурагической. Здесь возможны параллели с преданием о миграции баларов под предводительством Норакса на Сардинию из Иберии.
То же самое касается суффиксов: -àna, -ànna, -énna, -ònna + -r + «вокальная финаль» (как в фамилии Bonnànnaro), как считает Бенвенуто Аронне Террачини. Рольфс, Батлер и Крэддок добавили суффикс -/ini / (как в фамилии Барумини) как ещё одну характеристику палеосардского. В свою очередь, суффиксы -arr-, -err-, -orr-, -urr-, по-видимому, имеют корреляции в Северной Африке (Террачини), в Иберии (Бласко Феррер), на юге Италии и в Гаскони (Рольфс), со ссылками на Euskera (Вагнер, Хюбшман).
Как указывает Террачини, окончания -ài, -éi, -òi, -ùi распространены в языках Северной Африки. Питтау обращает внимание на факт, что многие из этих окончаний имеют структуру «ударный гласный + финальный гласный», и что эта особенность проявляется даже в ряде топонимов, возникших после римского завоевания: они состоят из латинского корня и «палеосардского» окончания. Бертольди предполагал, что некоторые такие топонимы, заканчивающиеся на -ài и -asài, происходят из Анатолии. Широко распространённый в Иберии суффикс -aiko, вероятно, кельтского происхождения, а также иберские этнонимические суффиксы -itani и -etani, вероятно, были распространены и в палеосардском языке (на это указывают Террачини, Рибеццо, Вагнер, Хубшмид, Фауст и ряд других исследователей).
К III веке н. э. вульгарный латинский язык начал вытеснять палеосардские наречия. В настоящее время жители острова говорят на сардинском языке, происходящем от вульгарной латыни. Палеосардский сохранился предположительно лишь в ряде топонимов и в субстратной лексике сардинского языка (например, названиях растений).